# Pero poaphilaria
Pero poaphilaria là một loài bướm đêm trong họ Geometridae.